# John Ranch
John Ranch, né le 16 novembre 1940, est un rameur d'aviron australien. 

## Carrière
John Ranch participe aux Jeux olympiques de 1968 à Mexico et remporte la médaille d'argent avec le huit australien composé de Peter Dickson, Michael Morgan, David Douglas, Alf Duval, Joe Frazio,  Gary Pearce, Bob Shirlaw et le barreur Alan Grover.